# Akacjowa 38
Akacjowa 38 – hiszpański serial kostiumowy. Jego akcja rozgrywa się w Madrycie, na przełomie XIX i XX w. Opowiada o losach kilku mieszczańskich rodzin.

## Obsada
- Sheyla Fariña jako Doña Manuela Manzano vda. de Núñez/Doña Carmen Blasco Serra vda. de Núñez (odcinki 1–220)
- Roger Berruezo jako Don Germán de la Serna (odcinki 1–220)
- Iago García jako Don Justo Núñez (odcinki 1–206)
- Sara Miquel jako Doña Cayetana Sotelo-Ruz vda. de la Serna/Doña Anita Alday Aguado vda. de la Serna (odcinki 1–576; odcinki 1131–1135)
- Marc Parejo jako Don Felipe Álvarez-Hermoso (odcinki 1–581; odcinki 632–1226; odcinki 1249–1483)
- Inés Aldea jako Doña Celia Verdejo Pedró de Álvarez-Hermoso (odcinki 1–960; odcinek 983; odcinki 990–992)
- Montserrat Alcoverro jako Doña Úrsula Dicenta vda. de Alday/Doña Úrsula Koval vda. de Alday (odcinki 67–300; odcinki 365–802; odcinki 830–1171)
- Ana del Rey jako Doña Trinidad „Trini” Crespo Molero de Palacios (odcinki 1–940)
- Juanma Navas jako Don Ramón Palacios Jarabo (odcinki 1–761; odcinki 781–1483)
- Mariano Llorente jako Don Maximiliano Hidalgo (odcinki 1–270; odcinki 350–368)
- Sandra Marchena jako Doña Rosa María „Rosina” Rubio de Méndez, vda. de Hidalgo (odcinki 1-1483)
- Raúl Cano Cano jako Don Leandro Séler Ruiz (odcinki 1–392; odcinki 504–517)
- Cristina Abad jako Doña María Luisa Palacios Ruzafa de Ferrero (odcinki 1–689; odcinki 925–928)
- Alba Brunet jako Doña Leonor Hidalgo Rubio de Barbosa, vda. de Blasco (odcinki 1–411; odcinki 475–960; odcinek 1483)
- Amparo Fernández jako Doña Susana Ruiz de Caballero, vda. de Séler (odcinki 1–1130; odcinki 1202–1275; odcinki 1482–1483)
- María Tasende jako Doña Juliana Lorza de Séler, vda. de Ferrero (odcinki 1–392; odcinki 504–517)
- Miguel Diosdado jako Don Víctor Ferrero Lorza / Don Víctor Séler Lorza (odcinki 1–689; odcinki 925–928)
- Jaime Olías jako Don Claudio Castaño (odcinki 4–130)
- Andrea López jako Carlota de la Serna Sotelo-Ruz / Carlota de la Serna Alday (odcinki 1–64; odcinek 220)
- Inma Pérez-Quirós jako Fabiana Aguado de Gallo (odcinki 1-1483)
- Carlos García-Clark jako Don Pablo Blasco Serra (odcinki 1–411; odcinki 465–586)
- Marita Zafra jako Casilda Escolano Ibáñez vda. de Enraje (odcinki 1-1483)
- Sara Herranz jako Rita Carrasco (odcinki 1–130)
- David V. Muro jako Servando Gallo (odcinki 1-1483)
- Arantxa Aranguren jako Teresa Serra vda. de Blasco/Guadalupe Serra vda. de Blasco (odcinki 1–400)
- Aurora Sánchez jako Paciencia Infante de Gallo (odcinki 1–420)
- Óscar Ortuño jako Cayetano „Tano” Gutiérrez Manchuela / Cayetano „Tano” Álvarez-Hermoso Verdejo (odcinki 133–335)
- María Cordero jako Inocencia Núñez Blasco / Adriana Álvarez-Hermoso Verdejo (odcinki 1–206; odcinek 220)
- Cuca Escribano jako Doña Lourdes Ruzafa de Palacios (odcinki 195–252)
- Gonzalo Trujillo jako Don Mauro San Emeterio Garrido (odcinki 221–581; odcinki 1078–1110)
- Antonio Lozano jako Don Armando Caballero (odcinki 221–581; odcinki 1101–1130; odcinki 1202–1275; odcinki 1482–1483)
- Alejandra Meco jako Doña Teresa Sierra de San Emeterio / Doña Cayetana Sotelo-Ruz de San Emeterio (odcinki 232–581)
- Javi Chou jako Don Martín Enraje (odcinki 236–273)
- Mónica Portillo jako Doña Humildad Varela de San Emeterio (odcinki 245–384)
- Jorge Pobes jako Don Liberto Méndez Aspe (odcinki 322–1483)
- Sandra Blázquez jako Huertas López Valbuena (odcinki 358–470; odcinki 699–732)
- Ander Azurmendi jako Don Fernando Mondragón (odcinki 389–509)
- Laura Rozalén jako Doña Elvira Valverde de Gayarre (odcinki 404–520; odcinki 611–676)
- Jordi Coll jako Don Simón Gayarre (odcinki 404–676)
- Manuel Regueiro jako Don Arturo Valverde (odcinki 404–820)
- David García-Intriago jako Don Adolfo Méndez (odcinki 502–1402)
- Marian Arahuetes jako Doña Adela de Gayarre (odcinki 513–677)
- Álvaro Quintana jako Don Antonio „Antoñito” Palacios Ruzafa (odcinki 517–761; odcinki 781–1345; odcinki 1359–1403)
- María Blanco jako Doña Carmen Sanjurjo/Doña Carmen Asensio de Palacios, vda. de Andrade (odcinki 554–1403)
- Carlos Olalla jako Don Jaime Moisés Alday (odcinki 556–610; odcinek 657; odcinki 690–731)
- Juan Garda jako Don Samuel Alday Roncero (odcinki 557–997)
- Elena González jako Doña Blanca Dicenta de Alday (odcinki 566–820)
- Rubén de Eguía jako Don Diego Alday Roncero (odcinki 583–820)
- Jona García jako Jacinto Retuerto (odcinki 617–667; odcinki 693–703; odcinki 742–785; odcinki 924–1483)
- Elia Galera jako Doña Silvia Reyes vda. de Zavala (odcinki 681–823)
- Pilar Barrera jako Agustina López (odcinki 686–1217)
- Alejandra Lorenzo jako Flora Barbosa (odcinki 686–960)
- Xoán Fórneas jako Don Íñigo Cervera / Don Ignacio Barbosa (odcinki 686–960)
- Cristina Platas jako Doña Marcelina de Retuerto (odcinki 703–705; odcinki 902–1276)
- Adrián Castiñeiras jako Don Íñigo „El Peña” Cervera (odcinki 741–878)
- Alba Gutiérrez jako Doña Lucía Alvarado vda. de Torralba, Marquesa de Válmez (odcinki 779–787; odcinki 802–999)
- César Vea jako Cesareo Villar (odcinki 785–1330)
- Daniel Tatay jako Don Telmo Martínez (odcinek 817; odcinki 823–1000)
- Paco Mora jako Don Eduardo Torralba, Marqués consorte de Válmez (odcinki 961–994)
- Clara Garrido jako Doña Genoveva Salmerón de Quesada, vda. de Alday y de Bryce (odcinki 961-1483)
- Gurutze Beitia jako Arantxa Torrealday Yurrebaso de Villar (odcinki 961–1186; odcinki 1226–1228; odcinki 1326–1330)
- Adrián Hernández jako Mateo Torralba Alvarado / Mateo Martínez Alvarado (odcinki 961–1000)
- María Gracia jako Doña María Bella „Bellita” del Campo de Domínguez (odcinki 961–1286; odcinki 1315–1483)
- José Pastor jako Don Emilio Pasamar Fonseca (odcinki 961–1228; odcinki 1399–1402)
- Aria Bedmar jako Doña Camino Pasamar Fonseca vda. de Cortés (odcinki 961–1283)
- Susana Soleto jako Doña Felicia Fonseca de Bacigalupe, vda. de Pasamar (odcinki 961–1303)
- Manuel Bandera jako Don José Miguel Domínguez Chinarro (odcinki 961–1286; odcinki 1302–1483)
- Aroa Rodríguez jako Doña Cinta Domínguez del Campo de Pasamar (odcinki 966–1228; odcinki 1399–1402)
- Eleazar Ortiz jako Don Alfredo Bryce (odcinki 1004–1064)
- Trisha Fernández jako Doña Marcia Sampaio Álvez vda. de Becerra (odcinki 1029–1211; odcinek 1216; odcinek 1256)
- Aleix Melé jako Don Santiago Becerra / Don Israel Becerra (odcinki 1110–1206; odcinki 1286–1301)
- Ylenia Baglietto jako Maite Zaldúa Caballero (odcinki 1132–1214; odcinki 1276–1283)
- Cisco Lara jako Don Ildefonso Cortés (odcinki 1172–1266)
- Abril Montilla jako Doña Alodia de Quiroga (odcinki 1201–1286; odcinki 1303–1483)
- Agnès Llobet jako Laura Alonso (odcinki 1203–1281; odcinki 1298–1301)
- Marcial Álvarez jako Don Marcos Bacigalupe (odcinki 1221–1402)
- Olga Haenke jako Doña Anabel Bacigalupe de Quesada (odcinki 1232–1403)
- Silvia Marty jako Soledad López (odcinki 1251-1403)
- Rebeca Alemañy jako Doña María Dolores „Lolita” Casado vda. de Palacios (odcinki 1335–1483)
- Mikel Larrañaga jako Don Roberto Olmedo (odcinki 1263–1336; odcinki 1351–1386)
- Ana Goya jako Doña Sabina Muñiz de Olmedo (odcinki 1263–1386)
- Pablo Carro jako Don Miguel Olmedo (odcinki 1264–1386)
- Carlos de Austria jako Don Aurelio Quesada (odcinki 1286–1468; odcinki 1480–1483)
- Ástrid Janer jako Señorita Natalia Quesada (odcinki 1286–1403)
- Carla Campra jako Daniela Stabile (odcinki 1341-1384)
- Marco Cáceres jako Don Ignacio Quiroga del Campo (odcinki 1341–1481)
- Aleix Rengel Meca jako Don David Expósito (odcinki 1403–1473)
- Isabel Garrido jako Maruxa „Maruxiña” Corrales (odcinki 1403–1483)
- Patxi Santamaría jako Don Marcelo Gaztañaga (odcinki 1404–1483)
- Amaia Lizarralde jako Doña Hortensia Rubio vda. de Quiñonero (odcinki 1405–1483)
- Judith Fernández jako Señorita Azucena Quiñonero Rubio (odcinki 1405–1483)
- Roser Tapias  [ es ] jako Doña Valeria Cárdenas de Lluch (odcinki 1403–1473)
- Julio Peña Fernández jako Guillermo Sacristán (odcinki 1404–1483)
- Inma Sancho jako Doña Inmaculada "Inma" Tordera vda. de Sacristán (odcinki 1404–1483)
- Noelia Marló jako Luzdivina Suárez Rebollo (odcinki 1409–1483)
- Leonor Martín jako Señorita Adoración „Dori” Navarro Bellido (odcinki 1416–1483)
- Alejandro Sigüenza jako Don Fidel Soria (odcinki 1418–1483)
- Octavi Pujades jako Don Pascual Sacristán Tordera (odcinki 1424–1483)
- Gonzalo Ramos jako Rodrigo Lluch (odcinki 1443-1469)
- Lydia Pavón jako Gabriela Salmerón (odcinki 1472–1483)

## Spis serii
| Seria | Liczba odcinków | Liczba odcinków | Premierowa emisja (La 1) | Premierowa emisja (La 1) | Premierowa emisja (TVP2/TVP1) | Premierowa emisja (TVP2/TVP1) |
| Seria | Hiszpania       | Polska          | Premiera serii           | Finał serii              | Premiera serii                | Finał serii                   |
| ----- | --------------- | --------------- | ------------------------ | ------------------------ | ----------------------------- | ----------------------------- |
| 1     | 1–220 (220)     | 1–279 (279)     | 15 kwietnia 2015         | 18 lutego 2016           | 9 stycznia 2023               | 13 stycznia 2024              |
| 2     | 221–581 (361)   | od 279          | 19 lutego 2016           | 16 sierpnia 2017         | 13 stycznia 2024              | 22 sierpnia 2025              |
| 3     | 582–823 (242)   | –               | 17 sierpnia 2017         | 9 sierpnia 2018          | 25 sierpnia 2025              | –                             |
| 4     | 824–960 (137)   | –               | 10 sierpnia 2018         | 28 lutego 2019           | –                             | –                             |
| 5     | 961–1301 (341)  | –               | 1 marca 2019             | 6 sierpnia 2020          | –                             | –                             |
| 6     | 1302–1402 (101) | –               | 7 sierpnia 2020          | 8 stycznia 2021          | –                             | –                             |
| 7     | 1403–1483 (81)  | –               | 8 stycznia 2021          | 4 maja 2021              | –                             | –                             |